# Дефрагментация диска (компонент Windows)
Дефрагмента́ция диска Windows (англ. Windows Disk Defragmenter) — компьютерная программа, входящая в состав операционной системы (ОС) Microsoft Windows и разработанная для ускорения доступа (а иногда и увеличения объёма пригодного для использования пространства) с помощью повторного упорядочивания файлов, сохранённых на жёстком диске для формирования непрерывной системы хранения или дефрагментации. Целью данного процесса является оптимизация времени, затрачиваемого на чтение и запись файлов на диске, сокращающая время перемещения головки диска и повышающая скорость передачи данных.

## История
Дефрагментация является частью оптимизации работы жёсткого диска с момента стабилизации этого процесса в 1975 году. Несколько компаний, помимо Norton (Symantec) и Майкрософт, поставляли программы для дефрагментации отдельно от способов оптимизации дискового пространства.
Версии MS-DOS до версии 6.0 и ОС Windows NT до версии Windows 2000 не включали в состав программу дефрагментации.
Когда программа Defrag, лицензируемая корпорацией Symantec, была бесплатно включена в состав программного обеспечения MS-DOS 6.0, использование альтернативных коммерческих продуктов стало менее распространённым, поскольку дополнительные расходы были невыгодны покупателям.

### Windows 9x
Программа дефрагментации диска также входит в состав ОС Windows 95, Windows 98 и Windows Me. Её запуск может быть запланирован с помощью мастера обслуживания и поддерживаемых переключателей командной строки.
Ограничение программы: если содержимое диска изменяется во время дефрагментации, процесс запускается с начала.

## Современные версии
ОС Windows 2000, Windows XP и Windows Server 2003 содержат базовую лицензионную версию программы Diskeeper, выпускаемой корпорацией Diskeeper (ранее называвшейся Executive Software). В состав ОС Windows XP дополнительно входит служебная программа командной строки Defrag.exe.
Техники, используемые программой Дефрагментация диска, включают в себя следующие:
1. Перенос всей информации об индексах или каталогах в одно место. Перенос этого места в центр данных, то есть сокращение пути на треть, чтобы среднее расстояние при перемещении головки жёсткого диска к данным сокращалось вдвое по сравнению с расстоянием при расположении сведений о каталогах в легкодоступных областях.
2. Перенос редко используемых файлов дальше от области каталогов.
3. Выполнение или пропуск команд пользователя, предоставляющего таблицу описаний файлов.
4. Обеспечение непрерывности файлов, исключающее лишние поиски при чтении.

### Изменения в ОС Windows Vista
В ОС Windows Vista программа дефрагментации диска содержит параметр для автоматического запуска в запланированное время с помощью Планировщика заданий и использует низкий приоритет центрального процессора, а также новый алгоритм подсистемы ввода-вывода с низким приоритетом для обеспечения продолжения дефрагментации с применением сокращенного количества ресурсов (меньшее количество действий по чтению и записи на диск, а также процедур центрального процессора) при использовании компьютера. Интерфейс пользователя был упрощён, а цветные графики и индикатор выполнения полностью удалены. Также в более ранних версиях было невозможно выбрать диски для дефрагментации, в то время как в ОС Windows Vista с пакетом обновления 1 (SP1) эта функция добавлена.
Если размер фрагментов файла превышает 64 МБ, дефрагментация файла не выполняется при использовании графического интерфейса пользователя; в корпорации Майкрософт утверждают, что это вызвано отсутствием заметного изменения производительности, поскольку время, затрачиваемое на поиски столь значительных блоков данных, не существенно по сравнению со временем, требующимся для их прочтения. Однако в результате для программы Дефрагментация диска не требуется определенного объёма свободного пространства для успешной дефрагментации тома (в отличие от выполнения полной дефрагментации, требующей не менее 15 % свободного пространства тома). Служебная программа командной строки, Defrag.exe в ОС Windows Vista, обеспечивает больший контроль над процессом дефрагментации, например, выполнение полной дефрагментации путём объединения всех фрагментов независимо от их размера. Эта служебная программа может использоваться для дефрагментации определенных томов или просто их анализа, аналогично функциям программы дефрагментации в ОС Windows XP.
Программа дефрагментации диска в настоящее время обслуживается рабочей группой по поддержке основных файловых служб Microsoft Core File Services (CFS). Версия ОС Windows Vista была обновлена для добавления в ОС Windows Vista SP1 улучшений, выполненных в ОС Windows Server 2008. Наиболее значимым улучшением является возможность выбора дефрагментируемых томов.

## Ограничения
В ОС Windows 2000 и более поздних версиях операционных систем программа дефрагментации диска имеет следующие ограничения:
- Она не дефрагментирует файлы, находящиеся в корзине, или используемые файлы[8]. В частности, это ограничение включает в состав файлы подкачки и файлы гибернации.
- Одновременно можно анализировать или дефрагментировать только один том и один экземпляр разрешается запускать[9].
- Дефрагментировать можно только локальные тома, сетевые тома или съёмные носители данных не поддерживаются[9].
- Версию графического интерфейса пользователя в системах, предшествующих ОС Windows Vista, невозможно добавить в планировщике заданий, однако запуск служебной программы командной строки в ОС Windows XP и более поздних версиях запланировать можно.
- Метаданные файловой системы NTFS, например, основная таблица файлов (Master File Table, MFT), или метаданные, описывающие содержимое каталога, не подвергаются дефрагментации.

Кроме того, в версии Windows 2000 присутствуют следующие ограничения, устранённые в ОС Windows XP:
- Дефрагментация томов файловой системы NTFS с размерами кластеров, превышающими 4 килобайта (КБ), невозможна.
- Невозможно выполнять точное перемещение несжатых данных файла NTFS в ОС Windows 2000. Перемещение одного файлового кластера также обеспечивает перенос части файла, содержащего кластер размером 4 КБ.